# Hafþór Júlíus Björnsson
Hafþór Júlíus Björnsson (Reikiavik, 26 de noviembre de 1988) es un atleta de fuerza profesional, actor y exbaloncestista islandés. Es más conocido por interpretar a Ser Gregor Clegane "La Montaña" en la serie de HBO Juego de tronos.

## Vida y carrera

### Baloncesto
Hafþór comenzó su carrera como jugador de baloncesto en 2004, actuando en la posición de pívot. Debutó en el Breiðablik UBK de la 1. deild karla, la segunda categoría el baloncesto profesional islandés. En la siguiente temporada fichó con el Körfuknattleiksfélag Selfoss, pero, tras disputar sólo 10 partidos, una lesión lo retiró de las canchas hasta el final de temporada.
En 2006 fue fichado por el K.R. Basket Reykjavík, dando así el salto a la máxima categoría nacional: la Úrvalsdeild karla. Pese a un buen arranque, una nueva lesión le hizo perderse otra temporada. 
Su última actuación como baloncestista profesional fue la temporada 2007-08 de la 1. deild karla, donde colaboró como suplente para que el Körfuknattleiksfélag Selfoss ascendiera a la categoría superior. Al finalizar el campeonato decidió dejar el deporte, debido a sus lesiones.
Entre 2004 y 2006 jugó en los seleccionados juveniles de baloncesto de Islandia, llegando a competir en torneos continentales Sub-16 y Sub-18.

### Atleta de fuerza
En 2011, Hafþór compitió para ser "El hombre más fuerte del mundo", pero quedó en 6.º lugar. En 2012, 2013 y 2015, Hafþór volvió a competir quedando en 3.º lugar, y finalmente en 2014, quedó en 2.º lugar perdiendo contra Žydrūnas Savickas. También participó en otras competiciones como: Arnold Strongman Classic, "El hombre más fuerte de Europa", Strongest Man en Islandia, "Giants live", "Strongman Champions League", El hombre más fuerte de Islandia, "Iceland's Strongest Viking", "Westfjord's Viking" y "OK Budar Strongman Championships", quedando muchas veces en primer lugar.
El 1 de febrero de 2015, Hafþór rompió un récord de levantamiento de pesas vigente superando al vikingo más poderoso en la historia de Islandia, Ormur hinn sterki Stórólfsson, quién había hecho el mismo récord hace más de 1000 años sosteniendo sobre su espalda un mástil de un barco hasta que su columna vertebral se rompiera bajo el aplastante peso.[cita requerida]
El 26 de julio de 2025 estableció un nuevo récord del mundo de peso muerto con 505 kg.

### Actuación
En 2013, Hafþór también fue elegido para el papel de Ser Gregor Clegane "La Montaña" en la serie de la HBO, Game of Thrones. Este fue el primer papel de Hafþór en la actuación, y el tercer actor para interpretarlo después de que Conan Stevens lo hiciera en la temporada 1, e Ian Whyte en la temporada 2.
En 2019 fue nombrado, por quinto año consecutivo, Hombre más fuerte de Europa.

## Filmografía
| Año       | Título                         | Papel                                             | Notas                   |
| --------- | ------------------------------ | ------------------------------------------------- | ----------------------- |
| 2012-2013 | El hombre más fuerte del mundo | Él mismo                                          | Competidor              |
| 2014-2019 | Game of Thrones                | Ser Gregor Clegane "La Montaña"/Ser Robert Strong | 17 episodios            |
| 2015      | A League of Their Own          | Él mismo                                          | Temporada 9: Episodio 7 |
| 2016      | Zon 261                        | Big John / Vikingo islandés                       |                         |
| 2017      | Devilish Deeds                 | Psycho Phil Bell                                  | Preproducción           |
| 2017      | Kickboxer: Retaliation         | Mongkut                                           | Filmado                 |
| 2022      | The Northman                   | Thorfinnr Tooth                                   |                         |

## Competiciones

### El hombre más fuerte del mundo
- 2011 - 6.º lugar.
- 2012 - 3.º lugar.
- 2013 - 3.º lugar.
- 2014 - 2.º lugar.
- 2015 - 3.º lugar.
- 2016 - 2.º lugar.
- 2017 - 2.º lugar.
- 2018 - 1.º lugar.
- 2019 - 3.º lugar.

### Arnold Strongman Classic
- 2012 - 10.º lugar.
- 2013 - 8.º lugar.
- 2014 - 5.º lugar.
- 2015 - 7.º lugar.
- 2016 - 5.º lugar.
- 2017 - 2.º lugar.
- 2018 - 1.º lugar.
- 2019 - 1.º lugar.
- 2020 - 1.º lugar.
- 2024 - 4.º lugar.

### Rogue Invitational
- 2024 - 2.º lugar.

### Shaw Classic
- 2024 - 2.º lugar.

### El hombre más fuerte de Europa
- 2014: 1.º lugar.
- 2015: 1.º lugar.
- 2017: 1.º lugar.
- 2018: 1.º lugar.
- 2019: 1.º lugar.

### Giants Live
- 2011: 4.º lugar (en Polonia).

### Strongman Champions League
- 2013: 3.º lugar.
- 2013: 1.º lugar (en Letonia).
- 2013: 2.º lugar (en Alemania).
- 2015: 1.º lugar.
- 2024: 1.º lugar.

### Jón Páll Sigmarsson Classic
- 2010: 2.º lugar.
- 2012: 1.º lugar.

### Iceland's Strongest Man
- 2010: 3.º lugar.
- 2011: 1.º lugar.
- 2012: 1.º lugar.
- 2013: 1.º lugar.
- 2014: 1.º lugar.
- 2015: 1.º lugar.
- 2016: 1.º lugar.
- 2017: 1.º lugar.
- 2018: 1.º lugar.
- 2019: 1.º lugar.
- 2020: 1.º lugar.
- 2024: 1.º lugar.

### Strongest Man in Iceland
- 2010: 1.º lugar.
- 2011: 1.º lugar.
- 2012: 1.º lugar.

### Iceland's Strongest Viking
- 2010: 1.º lugar.
- 2011: 1.º lugar.
- 2012: 1.º lugar.

### Westfjord's Viking
- 2009: 10.º lugar.
- 2010: 10.º lugar.
- 2011: 10.º lugar.
- 2012: 20.º lugar.

### OK Budar Strongman Championships
- 2010: 1.º lugar.